# Langeteilschloot
Der Langeteilschloot ist ein Schloot auf dem Gebiet von der Stadt Aurich im Landkreis Aurich in Ostfriesland. Er entspringt 250 Meter westlich von Hohebarg und mündet rund 400 Meter nördlich im Norder Tief der Harle.